# Dieter Meschede

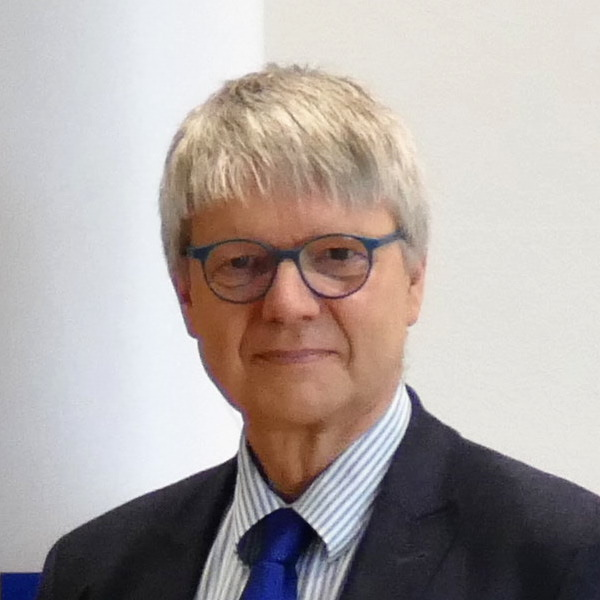
Dieter Meschede 2020 als Präsident der DPG.

Dieter Meschede (* 17. April 1954 in Lathen im Emsland) ist ein deutscher Physiker.

## Leben
Meschede studierte Physik an der Universität zu Köln mit dem Diplom 1979 und wurde 1984 an der Ludwig-Maximilians-Universität München promoviert (Strahlungswechselwirkung von Rydbergatomen, Realisierung eines Ein-Atom-Masers), an der er sich auch 1989 habilitierte. Als Post-Doktorand war er 1984 bis 1986 Lecturer an der Yale University, an der er 1986 Assistant Professor wurde. 1988 bis 1990 war er Senior Scientist am Max-Planck-Institut für Quantenoptik in Garching. 1990 wurde er ordentlicher Professor für Physik an der Leibniz-Universität Hannover und 1994 an der Rheinischen Friedrich-Wilhelms-Universität Bonn. 1999/2000 stand er dort der Physik-Abteilung vor und 2008 bis 2012 war er Mitglied des Senats.
Er lehrt am Institut für Angewandte Physik der Universität Bonn, wo er 2001 die Bonn International Graduate School in Physics and Astronomy (BIGS-PA) mit ins Leben gerufen hat. Zudem ist er Gruppenleiter der Arbeitsgruppe Quantentechnologie der Universität Bonn, und er war 1998–2003 Koordinator des Programms Nanostructure Fabrication by Controlled Deposition of Atoms (NanoFab) der Europäischen Kommission. 2007 stand er dem Programmkomitee der International Quantum Electronics Conference (IQEC) vor und 2009 stand er der European Quantum Electronics Conference (EQEC) vor. 2010 war er Sprecher des Verbundprojekts Quantenkommunikation des Bundesforschungsministeriums.
Von 2018 bis zum 1. April 2020 war er Präsident der Deutschen Physikalischen Gesellschaft (DPG), in der darauf folgenden Wahlperiode Vize-Präsident.
Meschede befasst sich seit rund dreißig Jahren mit Fragen der Atom-, Molekül- und Quantenphysik. Einer der größten Erfolge seiner Arbeitsgruppe ist das sogenannte „Förderband aus Licht“, das einzelne Atome mit Hilfe von Laserstrahlen  bewegt und sortiert, womit Atome als Rechenwerk für einen Quantencomputer genutzt werden könnten. Ein weiteres wichtiges Forschungsgebiet von Meschede ist die Atomlithographie, mit der Werkstoffoberflächen mittels Atomstrahlen mit einer Genauigkeit im Sub-Mikrometerbereich strukturiert werden können – eine Methode der Nanotechnologie.
Meschede ist Herausgeber der letzten drei Auflagen des  Lehrbuchs „Gerthsen Physik“ und Autor des Fachbuches „Optik, Licht und Laser“ sowie seit 2012 Hauptherausgeber der Zeitschrift Applied Physics B – Optics and Lasers, die eine zentrale Rolle in der Angewandten Physik spielt. Seit 2012 ist er ordentliches Mitglied der Academia Europaea, seit 2021 außerordentliches Mitglied der Deutschen Akademie der Technikwissenschaften (acatech).
2005 bis 2018 war er wissenschaftlicher Leiter des Physikzentrums Bad Honnef der DPG, in deren wissenschaftlichen Rat er seit 1998 war.

## Sonstiges
Bei den Ruder-Weltmeisterschaften 1976 in Villach wurde Meschede im Männer-Achter für Leichtgewichte Weltmeister.
Meschede wohnt mit seiner Frau in Bonn.

## Auszeichnungen und Mitgliedschaften
- 1975 bis 1979 war er Stipendiat der Studienstiftung des Deutschen Volkes (mit einem Auslandsstipendium 1979/80 an die University of Colorado in Boulder)
- 1989: Rudolf-Kaiser-Preis
- 2007: Robert-Wichard-Pohl-Preis für herausragende fachübergreifende Forschung und außergewöhnliche Leistungen in der Verbreitung wissenschaftlicher Erkenntnisse der Deutschen Physikalischen Gesellschaft (DPG)[9]
- 2011: ERC Advanced Grant[10]

Seit 1994 ist er korrespondierendes Mitglied der Braunschweigischen Wissenschaftlichen Gesellschaft, seit 2023 Mitglied der Nordrhein-Westfälischen Akademie der Wissenschaften und der Künste.

## Schriften
- Herausgeber von Gerthsen: Physik, Springer, 25. Auflage 2015
- Optik, Licht und Laser, 3. Auflage, Vieweg und Teubner 2008 (zuerst Teubner 1999)
  - Englische Ausgabe: Optics, light and lasers, Wiley-VCH, 3. Auflage 2017